# Liste der Bodendenkmale in Poppenbüll
In der Liste der Bodendenkmale in Poppenbüll sind die Bodendenkmale der Gemeinde Poppenbüll nach dem Stand der Bodendenkmalliste des Archäologischen Landesamts Schleswig-Holstein von 2016 aufgelistet. Die Baudenkmale sind in der Liste der Kulturdenkmale in Poppenbüll aufgeführt.
| Denkmal-ID           | Befundart | Bezeichnung                     | Zeitstellung | Lage                       | Bemerkungen | Bild |
| -------------------- | --------- | ------------------------------- | ------------ | -------------------------- | ----------- | ---- |
| aKD-ALSH-Nr. 001 531 | Siedlung  | Warft/Deichsiedlung „Helmfleth“ |              | 54° 21′ 15″ N, 8° 45′ 5″ O | Warft       |      |
| aKD-ALSH-Nr. 001 532 | Siedlung  | Warft/Deichsiedlung             |              |                            | Warft       |      |
| aKD-ALSH-Nr. 001 533 | Siedlung  | Warft/Deichsiedlung             |              |                            | Warft       |      |